# Тянь Фэн (актёр)
Тянь Фэн или Тхинь Фун (иер. трад. 田豐, упр. 田丰, йель: Tin4 Fung1, пиньинь: Tián Fēng, англ. Tien Feng), в русскоязычных источниках встречается как Тьен Фенг, также пользовался именем Тянь Цзюбу (田九部), настоящее имя Тянь Юйкунь (田毓錕; 4 июня 1928, Чжэнчжоу, пров. Хэнань, Китайская Республика — 22 октября 2015, Гонконг) — тайваньский и гонконгский актёр театра, кино и телевидения. Дважды номинант китайских телевизионных Golden Bell Awards (2000, 2002); лауреат премии Golden Horse по совокупности заслуг в кинематографе в течение своей карьеры.

## Биография и карьера
Родился 4 июня 1928 года в городе Чжэнчжоу китайской провинции Хэнань.
С юности интересовался театром, участвовал в любительских школьных и студенческих постановках. В период гражданской войны в Китае присоединился к армейской труппе и в 1949 году вместе с силами Гоминьдана оказался на Тайване, где продолжил играть в театре профессионально. Здесь же Тянь Фэн сделал свой первый опыт в качестве кинематографиста, снявшись в одной из первых тайваньских кинопостановок на путунхуа «Тучи над Алишань». Так как в 1950-х — начале 1960-х годов преимущественвым языком кинематографа Тайваня оставалось тайваньское наречие (принадлежащее к южноминьским диалектам), основной его работой, как и для других актёров с материка, оставалась сценическая игра, хотя впоследствии актёр выучил и этот язык, снявшись в ряде фильмов на тайваньском, а также приобретя опыт работы помощником режиссёра, ассистентом продюсера и т. д.
В начале 1960-х годов переехал в Гонконг, работал по контракту со студией Shaw Brothers. Исполнял роли преимущественно второго плана в ряде фильмов. Сотрудничал с такими режиссёрами, как Ли Ханьсян, Кинг Ху, Чжан Чэ, Чэн Ган, Хоу Сяосянь, Джон Ву, Джеки Чан, Вонг Карвай и другими. Наиболее известен по гонконгским фильмам с боевыми искусствами (как жанра уся, так и перенявшим у них популярность «кунфу-фильмам»), преимущественно в отрицательных или «двойственных» ролях, однако играл во многих фильмах и ролях других типов и считался универсальным актёром второго плана. Помимо актёрской работы, исполнял другие обязанности в съёмочных группах, в частности, был помощником режиссёра в фильмах «Похищение невесты» (1962) и «Лян Шаньбо и Чжу Интай» (1963). Позднее также сам поставил фильмы The Golden Seal (1971) и Attack to Kill (1975).
После окончания десятилетнего контракта со студией Шао, нуждаясь в средствах для оплаты образования двух своих детей за границей, участвовал в различных независимых постановках как на путунхуа, так и на кантонском диалекте в Гонконге, а впоследствии в течение какого-то времени и в США. Позднее вернулся на Тайвань, где c конца 1970-х годов снимался в телесериалах.
После 2004 года, в связи с ухудшением здоровья, практически прекратил съемки, в то же время оставаясь активным в частной жизни, в том числе, активно пользуясь электронной почтой и социальными сетями, а также коллекционируя чай и чайную атрибутику. В 2014 году, спустя 10 лет после фактического окончания карьеры, актёр был удостоен одним из престижнейших кинофестивалей региона Golden Horse специальной премии за пожизненный вклад в кинематограф, прокомментировав, что ждал этого момента последние полвека.
Умер в октябре 2015 года.

## Частичная фильмография
Фильмография Тянь Фэна, по некоторым данным, насчитывает более 200 работ; ниже перечислены наиболее значимые из них.

### Работы 1950—1960-х годов
- 1950 — Alishan feng yun / Storm Over Ali-shan Mountain
- 1956 — Lin tou jie
- 1961 — 大平洋之鯊 / Shark of the Pacific — мошенник
- 1962 — 楊貴妃 / The Magnificent Concubine / Великая наложница / Ян Гуйфэй — капитан
- 1962 — 花田錯 / Bride-napping — генерал Ли Чун
- 1962 — 紅樓夢 / The Dream of the Red Chamber / Сон в Красном Тереме — привратник
- 1963 — 第二春 / The Second Spring
- 1963 — 鳳還巢 / Return of the Phoenix — командующий Хун
- 1964 — 新啼笑姻緣 / 故都春夢 / Between Tears and Laughter / Меж слезами и смехом
- 1964 — 妲己 / The Last Woman of Shang / Дацзи — Су Ху
- 1964 — 玉堂春 / The Story of Sue San — министр Лю Пинъи
- 1964 — 血濺牡丹紅 / The Warlord and the Actress — адъютант Тин
- 1965 — 蝴蝶盃 / The Butterfly Chalice — рыбак Ху Янь
- 1965 — 大地兒女 / 英勇游擊隊 / Sons of Good Earth — Тянь Дэгуй
- 1965 — 萬古流芳 / The Grand Substitution — Цзю И
- 1965 — 痴情淚 / Pink Tears — Фань Шижэнь
- 1965 — 寶蓮燈 / The Lotus Lamp — бог Эрлан-шэнь
- 1965 — 紅伶淚 / The Vermillion Door — дядя Шан
- 1965 — 江湖奇俠 / Temple of the Red Lotus — Гань Лун
- 1965 — 鴛鴦劍俠 / The Twin Swords — Гань Лун
- 1966 — 藍與黑 / Лазурь и тьма — адъютант Цао
- 1966 — 邊城三俠 / The Magnificent Trio — Гао Баоши
- 1967 — 斷腸劍 / Trail of the Broken Blade — главарь Ту Цяньцю
- 1967 — 黑鷹 / The Black Falcon — У Чжанфэн
- 1967 — 獨臂刀 / The One-Armed Swordsman / Однорукий меченосец — Ци Жуфэн
- 1967 — 香江花月夜 / Hong Kong Nocturne — Янь Фан
- 1967 — 盜劍 / Rape of the Sword — генерал Чжун Ки
- 1967 — 大刺客 /The Assassin — Янь Чжунцзы[13]
- 1967 — 神劍震江湖 / The Thundering Sword — даос школы Юань
- 1968 — 神刀 / Меч мечей — Фан Шисюн[14]
- 1969 — 豪俠傳 / Killers Five — учитель Юэ Чжэньбэя
- 1969 — 獨臂刀王 / Return of the One-Armed Swordsman — Лин Сюй[15][16][17][18]
- 1969 — 虎膽 / Raw Courage — Янь Цан
- 1969 — 慾燄狂流 / Torrent of Desire — господин Линь

### Работы 1970-х годов
- 1971 — 影子神鞭 / The Shadow Whip / Ying zi shen bian — «Теневой бич» Фан Чэнтянь[19]
- 1972 — 天下第一拳 / King Boxer / Five Fingers of Death — мастер Мэн Туншань[20]
- 1972 — 精武門 / Fist of Fury / Кулак ярости — Фань Цзюнься
- 1973 — 迎春閣之風波 / The Fate of Lee Khan / Судьба Ли Хана — Ли Хань[21]
- 1973 — 馬路小英雄 / Back Alley Princess / Принцесса подворотен — учитель Цзян
- 1975 — 金三角 / The Golden Triangle — старик
- 1976 — 三豐獨闖少林 / Adventure of Shaolin — хозяин корчмы
- 1979 — 空山靈雨 / Raining in the Mountain / Дождь в горах — генерал Ван
- 1979 — 山中傳奇 / Legend of the Mountain / Легенда гор — безумец Чжан

### Работы 1980-х годов
- 1980 — 師弟出馬 / The Young Master / Молодой мастер — мастер Тхинь
- 1980 — 名劍 / The Sword / Меч — Фа Чхиньсю
- 1981 — 皇天后土 / The Coldest Winter in Peking
- 1982 — 女賊 / Pink Thief — Хао, босс «Орлиной банды»
- 1982 — 龍少爺 / Dragon Strike / Лорд дракон — Хо, отец Дракона
- 1983 — 天下第一 / All the King’s Men — император
- 1983 — 虎鷹 / 風林火山 / A Fistful of Talons — отец Чин Имина
- 1983 — 陰陽錯 / Esprit d’amour — доктор Хань
- 1984 — 昨夜星辰 / Zuo ye xing chen (сериал CTV) — Цю Минъюань
- 1985 — 童年往事 / A Time to Live, a Time to Die — Хоу Фэньмин
- 1986 — 英雄本色 / A Better Tomorrow / Светлое будущее — отец братьев Сун
- 1989 — 奇蹟 / Miracles / Mr. Canton and Lady Rose — Гу Синьцюань
- 1989 — 我在黑社會的日子 / Triads: The Inside Story — дядя Куань
- 1989 — 三狼奇案 / Sentenced to Hang — Вон Камшек

### Работы 1990—2000-х годов
- 1990 — 客途秋恨 / Song of the Exile — дед Чун Хуэинь
- 1991 — 魔畫情 / Fantasy Romance — даос
- 1991 — 賭俠II上海灘賭聖 / God of Gamblers Part III: Back to Shanghai — мэр Шанхая
- 1991 — 玉蒲團之偷情寶鑑 / Sex and Zen — господин Железные Врата
- 1993 — 青蛇 / Green Snake / Зелёная змея — Паук-демон
- 2004 — 愛神 / Eros — мастер Цзинь

## Номинации и награды
- 2000 — номинация 35-й церемонии вручения Golden Bell Awards в категории «лучший актёр второго плана в теледраме»
- 2002 — номинация 37-й церемонии вручения Golden Bell Awards в категории «лучший актёр второго плана в теледраме»
- 2014 — премия 51-го Тайбэйского кинофестиваля Golden Horse («Золотая лошадь») по совокупности вклада в киноискусство в течение карьеры[2][3]